# Genevieve Guenther
Genevieve Juliette Guenther es una autora estadounidense y activista del cambio climático. Es la directora fundadora de la organización de vigilancia mediática End Climate Silence. Se convirtió en profesora afiliada en el Tishman Environment and Design Center de The New School.

## Trayectoria
Guenther obtuvo su licenciatura en la Universidad de Columbiay en 2004 su doctorado en Literatura del Renacimiento en la Universidad de California en Berkeley. Comenzó su carrera como profesora de inglés en la Universidad de Rochester. 
Su libro sobre literatura inglesa, Magical Imaginations: Instrumental Aesthetics in the English Renaissance (Imaginaciones mágicas: Estética instrumental en el Renacimiento inglés), analiza obras de Spenser, Marlowe y Shakespeare.

### Trabajo relacionado con el clima
Guenther ha escrito artículos académicos y de divulgación sobre el lenguaje del cambio climático, la cobertura mediática de este tema y los aspectos culturales de la crisis climática. Ha escrito un boletín informativo semanal sobre desinformación climática en el lenguaje de la política climática y los medios de comunicación, donde recomienda temas de conversación y acciones climáticas para ayudar a contrarrestar esa desinformación.
Se convirtió en la directora fundadora de la organización de voluntarios End Climate Silence, que aboga por una mayor cobertura del cambio climático en los medios de comunicación, y ha sido citada como una «defensora increíblemente efectiva para persuadir a los periodistas a incluir la emergencia climática en sus historias». El consejo asesor del grupo está formado por Brad Johnson, Michael Mann, Peter Kalmus y Margaret Klein Salamon.
Su trabajo ha sido reconocido por su crítica a la financiación de los combustibles fósiles para la investigación universitaria, así como por su crítica a los discursos con campañas como What If We Stopped Pretending? (¿Qué pasaría si dejáramos de fingir?), que enmarcan el cambio climático como un «apocalipsis» que «no podemos prevenir».
Guenther ha sido revisora experta del Sexto Informe de Evaluación del IPCC. En julio de 2024, Oxford University Press publicó The Language of Climate Politics: Fossil Fuel Propaganda and How to Fight It (El lenguaje de la política climática: Propaganda de los combustibles fósiles y cómo combatirla).

### Apariciones en los medios
Guenther ha sido entrevistada por varios medios de comunicación. En 2018 apareció en el programa Reliable Sources de CNN. En 2019 fue entrevistada por Brian Lehrer en «The Brian Lehrer Show», en la radio pública WNYC. En octubre de 2020 su trabajo fue reseñado en The New Yorker. En 2021, Guenther fue entrevistada en un episodio centrado en el clima del pódcast de The New York Times, «The Argument». En el Reino Unido, es una invitada recurrente en la BBC.